# Pyeong
Um pyeong (hangul: 평, Japanese Romaji: tsubo; chinês: 坪, pinyin: píng), é uma unidade de área utilizada para medir o tamanho de salas ou edifícios na Coreia, Japão e Taiwan igual a 36 shaku², onde um shaku (尺, Pé japonês; hangul: 자; rr: ja) é 10⁄33m. Assim, um pyeong é de aproximadamente 400⁄121 metros quadrados (3,3058 m²). Esta unidade é derivada da unidade chinesa da Dinastia Zhou '步'.
De modo aproximado, um estúdio vai ser geralmente em torno de 8 a 12 pyeong; uma casa algo em torno de 25 ou mais, e o menor dos quartos, que consiste de apenas uma cama e um pouco de espaço para os alunos, vai ser aproximadamente 1,5 pyeong.

## Usos
No Japão, o tamanho de um quarto é medido pelo número de esteiras de tatami (-畳 -jō). Como alternativa, a área do chão da casa é medida em termos de tsubo, onde um tsubo é a área de dois tatames (um quadrado). Um tsubo é quase a área de 2 blocos de um tatami padrão montados em uma forma de quadrado desde o Período Edo (江戸時代).
Embora o domínio japonês em Taiwan terminou em 1945 e Taiwan usa agora o metro, o ping ainda é comumente utilizado.
Na Coreia do Sul, uma lei promulgada em 1 de julho de 2007 substituiu o uso de pyeong em documentos oficiais, para o metro quadrado. Esta medida foi feita com o objetivo de reforçar o uso do sistema métrico, que havia sido introduzido em 1961. Após a lei, o uso do pyeong era penalizado com multas.